# Björn Simon
Björn Manuel Simon (* 18. Mai 1981 in Offenbach am Main) ist ein deutscher Politikwissenschaftler und Politiker der Christlich Demokratischen Union Deutschlands (CDU). Bei den Bundestagswahlen 2017, 2021 und 2025 wurde er als Direktkandidat im Wahlkreis 185, Offenbach in den Deutschen Bundestag gewählt.

## Leben und Beruf
Simon wuchs im hessischen Obertshausen auf. Nach Abitur und Wehrdienst schloss er 2012 das Magisterstudium der Politikwissenschaft, Soziologie und Volkswirtschaft erfolgreich ab. Bevor er wissenschaftlicher Mitarbeiter im Bundestagsbüro von Peter Wichtel (CDU) wurde, war er im operativen Bereich der Fraport AG und in der Kreisgeschäftsstelle der CDU Main-Taunus tätig.
Simon ist verheiratet und wohnt in Obertshausen. Er ist Vater zweier Kinder. Er ist römisch-katholischer Konfession.

## Partei und Ämter
Simon trat 2004 in die CDU ein. Davor war er bereits fünf Jahre Mitglied in der Jungen Union gewesen. Seit 2006 ist er ehrenamtlicher Stadtverordneter in Obertshausen und wurde dort 2016 stellvertretender Fraktionsvorsitzender der CDU-Fraktion. 2015 wurde er von den Mitgliedern der CDU Obertshausen zum Vorsitzenden gewählt und ist Mitglied im geschäftsführenden Kreisvorstand der CDU Kreis Offenbach.
Bei der Bundestagswahl 2017 gewann Simon das Direktmandat im Wahlkreis 185, Offenbach, mit 36,4 % der Stimmen. Er übernahm den Wahlkreis von Peter Wichtel, der nicht erneut für ein Mandat kandidiert hatte.
Björn Simon ist Mitglied im Verkehrsausschuss des 21. Deutschen Bundestages und dort Obmann für seine Fraktion, in der 19. und 20. Legislaturperiode war er bereits Mitglied im Ausschuss für Verkehr und digitale Infrastruktur. Er war außerdem Mitglied im Ausschuss für Umwelt, Naturschutz und nukleare Sicherheit des 19. und 20. Deutschen Bundestages, im 21. Deutschen Bundestag ist er dort stellvertretendes Mitglied. Daneben war Simon im 19. Deutschen Bundestag stellvertretendes Mitglied im Ausschuss für Bau, Wohnen, Stadtentwicklung und Kommunen und im 20. Deutschen Bundestag Schriftführer. Im 21. Deutschen Bundestag ist er stellvertretendes Mitglied im Petitionsausschuss.
Seit Mai 2025 ist Simon verkehrspolitischer Sprecher der CDU/CSU-Bundestagsfraktion.